# الدوري البيروي لكرة القدم 1980
الدوري البيروفي لكرة القدم 1980 (بالإسبانية: Campeonato Descentralizado 1980)‏ هو الموسم 52 من الدوري البيروفي لكرة القدم. كان عدد الأندية المشاركة فيه 16، وفاز فيه نادي سبورتينغ كريستال.